# Перепечино (Смоленская область)
Перепечино — деревня в Монастырщинском районе Смоленской области России. Входит в состав Новомихайловского сельского поселения. Население — 54 жителя (2007 год). 
Расположена в западной части области в 11 км к западу от Монастырщины, в 49 км западнее автодороги А141 Орёл — Витебск, на берегу реки Молоховка. В 51 км восточнее деревни расположена железнодорожная станция Энгельгардтовская на линии Смоленск — Рославль. 

## История
В годы Великой Отечественной войны деревня была оккупирована гитлеровскими войсками в июле 1941 года, освобождена в сентябре 1943 года.